# Gamla Ekudden
Gamla Ekudden är ett naturreservat i Mariestads kommun i Västergötland.
Reservatet är 26 hektar stort och skyddat sedan 1993. Det är beläget några hundra meter norr om Mariestad på en flack udde i Vänern. I öster begränsas området av Tidans utlopp i sjön. 
Längs de långgrunda stränderna finns finkornigt material och utgör en viktig rastlokal för framförallt vadarfåglar. På udden finns gamla vidkroniga ekar och i övrigt växer här ek, sälg, fågelbär, asp och tall.
Under lång tid har området varit betesmark åt Marieholms kungsgård, beläget på en holme i Tidan. Där har även funnits ett tegelbruk under 1700- och 1800-talen. Rester av dessa byggnader är fortfarande synliga. Lertäkterna har blivit våtmarker med sumpskog. Det har blivit ett uppskattat tillhåll för häckande och flyttande vadare. På området finns ett fågeltorn.
Området ingår i EU:s ekologiska nätverk av skyddade områden, Natura 2000.